# Małgorzata Nowicka
Małgorzata Nowicka (ur. 30 maja 1896, zm. 29 maja 1977) – polska polityk i nauczycielka, posłanka do Krajowej Rady Narodowej oraz Sejm Ustawodawczy oraz Sejm I kadencji.

## Życiorys
Urodziła się 30 maja 1896. Z zawodu nauczycielka. Mieszkała w Krakowie. Należała do Polskiej Partii Socjalistycznej (od października 1946 przewodniczyła Centralnemu Sądowi Partyjnemu). Na wniosek macierzystej partii została zgłoszona do składu KRN 3 maja 1945, ślubowanie złożyła 21 lipca 1945. Zasiadała w Komisji Spółdzielczości, Aprowizacji i Handlu. W 1947 wybrana do Sejmu Ustawodawczego  okręgu nr 46 „Kraków”, z ramienia PPS, była członkiem Związku Parlamentarnego Polskich Socjalistów i wchodziła w skład Komisji Administracji Rządowej i Samorządowej oraz Komisji Organizacyjno-Samorządowej. W 1952 ponownie wybrana do Sejmu I kadencji z okręgu nr 59 „Nowy Targ”, zasiadała w Komisji Obrotu Towarowego. Ponadto pełniła funkcję wicedyrektora departamentu w Ministerstwie Handlu Zagranicznego.
Pochowana w alei zasłużonych cmentarza Rakowickiego w Krakowie (kwatera LXIX pas A-II-4).

## Ordery i odznaczenia
- Srebrny Krzyż Zasługi (17 kwietnia 1946)[3]

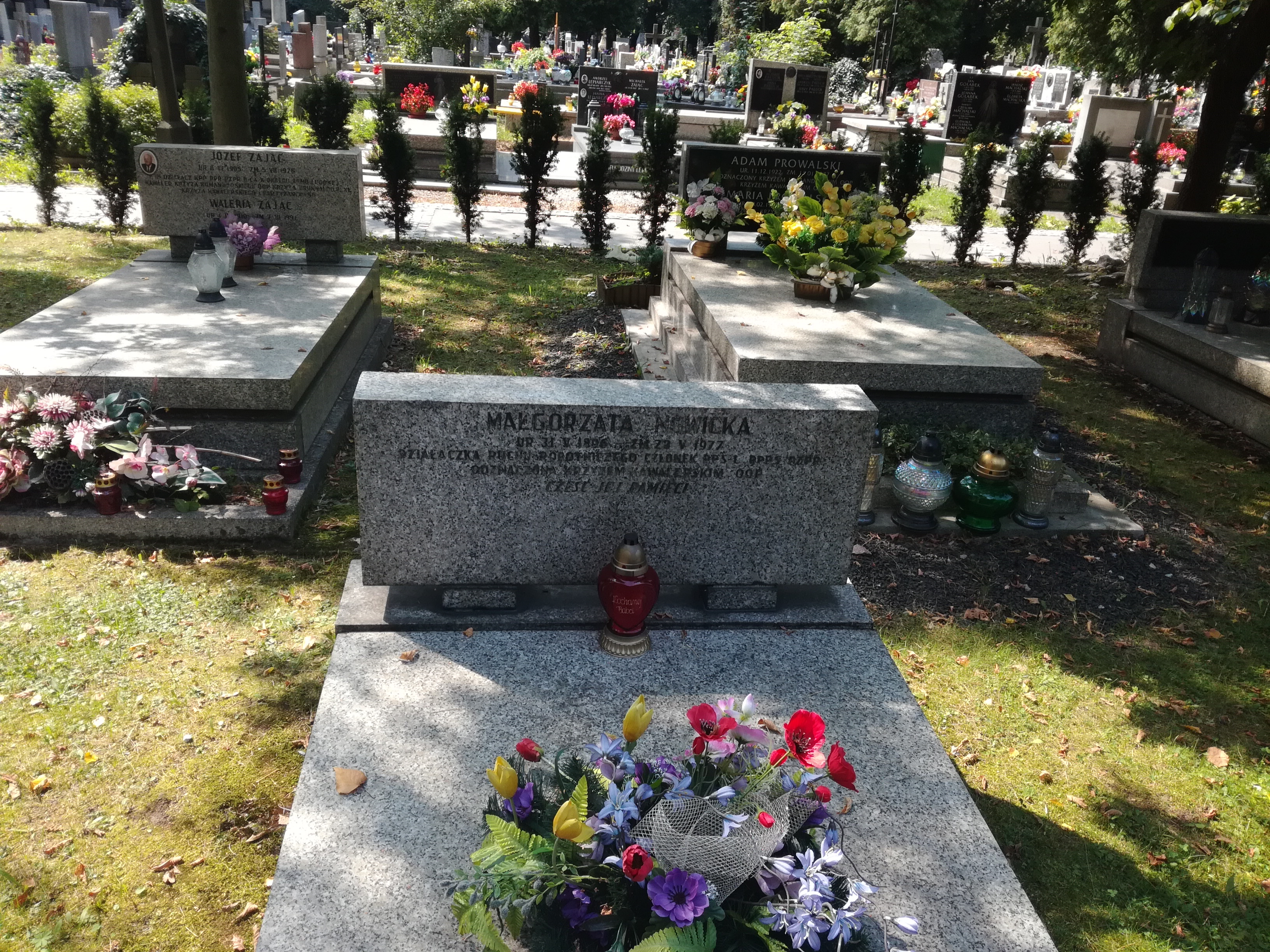
grób Małgorzaty Nowickiej na cmentarzu Rakowickim w Krakowie